# Psycho Circus
Psycho Circus ist das 18. Studioalbum der US-amerikanischen Hard-Rock-Band Kiss. Es wurde 1998 aufgenommen, nachdem die Band mit ihrer Reunion 1996 beträchtliche Tourneeerfolge erzielt hatte. Die LP gelangte in mehreren Ländern in die Top Ten und erhielt den Gold-Status. Allerdings enthält es nur einen Titel, der tatsächlich von den vier Originalmitgliedern der Gruppe aufgenommen wurde, nämlich das von Ace Frehley geschriebene Lied Into the Void.

## Entstehungsgeschichte

### Einordnung in den musikalischen Hintergrund
Das Vorgängeralbum Carnival of Souls wurde zwar 1995/1996 aufgenommen, erschien aber erst 1997 – fünf Jahre nach dem vorausgegangenen Album. Aufgrund der Reunion der ursprünglichen Bandbesetzung erschien der Plattenfirma der Zeitpunkt für die Herausgabe des Albums nicht günstig. Denn die Band war auf Carnival of Souls nicht im wiedervereinigten Original-Line Up zu hören. Entsprechend verhalten waren die Reaktionen der Anhängerschaft und der Käufer. Auf diesem Album experimentierten Kiss mit Grunge und einer düsteren Hardrock-/Heavy-Metal-Melange. Das Album klingt moderner und songtechnisch konstruktiv und verfolgt ein zeitgemäßes Stilkonzept im halbharten Midtempo-Bereich. Sowohl der Gesang als auch die instrumentale Musik sind insgesamt vergleichsweise langsam, langatmig, tieftönig und mitunter schwermütig. Carnival of Souls war das letzte Album der unmaskierten Ära.
Kiss waren in den vorherigen Jahrzehnten noch deutlich produktiver. So nahmen sie noch in den 1970er-Jahren teilweise zwei Alben pro Jahr auf. Die Frequenz verlangsamte sich in den 1980er-Jahren auf einen Ein- bzw. Zweijahres-Rhythmus und verlangsamte sich in den 1990er-Jahren noch einmal weiter auf einen Abstand von bis zu fünf Jahren. Zwischen Psycho Circus und dem 2009 erschienenen Nachfolgealbum Sonic Boom liegen gar elf Jahre.

### Entstehung und Ergebnis

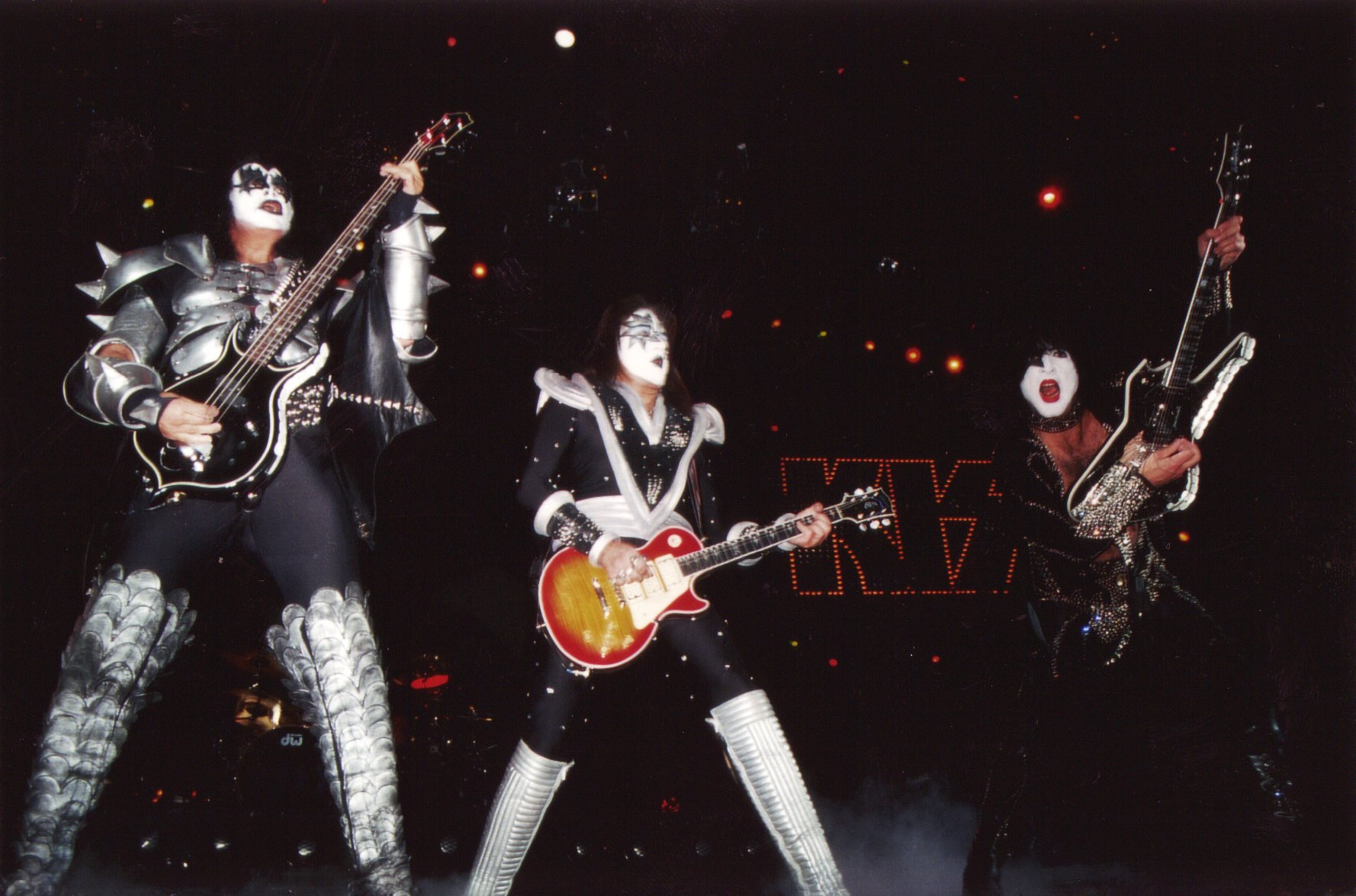
Gene Simmons, Ace Frehley und Paul Stanley in ihrem Make-up 1999

Die Original-Besetzung löste sich zunächst 1980 durch den Fortgang des Schlagzeugers Peter Criss auf. 1982 folgte Leadgitarrist Ace Frehley, der ebenfalls die Band verließ. In den Jahren 1983 bis 1995 erfolgten Auftritte ausschließlich ohne Maskierung. Ebenso zeigten die CDs die Band nur ohne Schminke. Aufgrund einer MTV-Unplugged-Sendung im August 1995, bei der auch die alten Bandmitglieder Criss und Frehley auftraten, beschloss die Band, sowohl in der Urformation als auch geschminkt aufzutreten. 1996 folgte daher die äußerst erfolgreiche Kiss Alive/Worldwide Tour. Das Album Psycho Circus wurde insofern in der Zeit der gemeinsamen Konzerte produziert. Die Zusammenarbeit endete bereits wieder 2001, als Criss die Band verließ. Ihm folgte Ace Frehley 2002 wegen interner Streitigkeiten.
Paul Stanley gab zum Ergebnis des Albums an: „Ich denke, es ist ein sensationelles Album. ‚Psycho Circus’ halte ich für eines unserer besten Alben, doch es enthält auch einige Parts, die mir nicht so gut gefallen. Im Großen und Ganzen bin ich damit und mit dem, was ich dazu beigetragen habe, jedoch sehr zufrieden. […] Ich denke, viele Dinge sind bei dem Album einfach schief gelaufen. Doch ich setzte alles daran, dass dem Album nicht auch noch das letzte bisschen Integrität verlorenging.“
Gene Simmons sah es ähnlich: „An den meisten Stücken des Albums erkennt man deutlich, dass die Band etwas erreicht hat. Ich halte es für eine unserer besseren Scheiben.“
Ace Frehley war zwar mit dem Ergebnis, nicht aber mit der Entstehung der LP zufrieden: „Ich denke, es war ein gutes Album; was ich allerdings nicht ganz so cool fand, war, dass Peter und ich nicht wirklich auf dem Album spielten. Ich hätte sehr gerne alle meine Parts selbst eingespielt.“
Techniker Mike Plotnikoff äußerte sich so: „Die Tatsache, dass Ace und Peter nicht selbst auf ‚Psycho Circus’ spielten, basierte auf einer Entscheidung von Bruce (Fairbairn). Obwohl Gene und Paul wollten, dass die Originalmitglieder auf dem Album zu hören waren, fand Bruce, als er Ace und Peter bei der Vorproduktion des Albums spielen hörte, dass ihre Spielweise nicht zu der Art von Album passte, das er im Sinn hatte.“
Produzent Bruce Fairbairn: „Alben sind wie Schnappschüsse, denn sie stellen eine ganz bestimmte Periode in der musikalischen Entwicklung der Band dar. Für mich ist ‚Psycho Circus‘ eine gelungene Momentaufnahme, die genau zeigt, auf welchem musikalischen Level sich die Band zu der Zeit befand.“
Danny Goldberg, Verantwortlicher der Plattenfirma Mercury Records, sah den Verkauf des Albums kritisch: „Ich hielt ‚Psycho Circus‘ für ein wirklich gutes Album, doch es war nicht sehr erfolgreich. Das sind zwei ganz verschiedene Welten: Auf Tour, zum Beispiel, lebt man von der Nostalgie. Die Fans wollen ‚Rock and Roll All Nite‘ hören, Gene Simmons Feuer spucken und Paul auf der Bühne herumspringen sehen. Sie wollen sagen können, sie haben Kiss gesehen. Andererseits gibt es aber auch fünfundzwanzig oder dreißig Alben von ihnen zu kaufen, auf denen sämtliche Songs enthalten sind. Um eine neue Scheibe gut verkaufen zu können, braucht man einen Hit; so einfach ist das.“

## Titelliste
1. 5:30 Psycho Circus Gesang: Paul Stanley; Text und Musik: Paul Stanley, Curtis Cuomo
2. 5:10 Within Gesang: Gene Simmons; Text und Musik: Gene Simmons
3. 3:32 I Pledge Allegiance to the State of Rock & Roll Gesang: Paul Stanley; Text und Musik: Paul Stanley, Curtis Cuomo, Holly Knight
4. 4:24 Into the Void Gesang: Ace Frehley; Text und Musik: Ace Frehley, Karl Cochran
5. 4:41 We Are One Gesang: Gene Simmons; Text und Musik: Gene Simmons
6. 4:15 You Wanted the Best Gesang: Paul Stanley, Gene Simmons, Ace Frehley, Peter Criss; Text und Musik: Gene Simmons
7. 4:14 Raise Your Glasses Gesang: Paul Stanley; Text und Musik: Paul Stanley, Holly Knight
8. 3:40 I Finally Found My Way Gesang: Peter Criss; Text und Musik: Paul Stanley, Bob Ezrin
9. 4:12 Dreamin’ Gesang: Paul Stanley; Text und Musik: Paul Stanley, Bruce Kulick
10. 4:49 Journey of 1,000 Years Gesang: Gene Simmons; Text und Musik: Gene Simmons

1999 erschien eine „Limited Edition“ des Albums. Ihr war eine Live-CD beigelegt.
1. Psycho Circus (Live) – 5:34
2. Let Me Go, Rock’n’Roll (Live) – 5:33
3. Into the Void (Live) – 9:10
4. Within (Live) – 7:57
5. 100,000 Years (Live) – 5:17
6. Black Diamond (Live) – 6:12

## Rezeption
- Heavy, oder was? meinte in Ausgabe 9/1998: „Im Gegenteil, das Album ist konzeptionell so aufgebaut, dass man es nahtlos in die Epoche der Alben von ‚Kiss‘ bis ‚Love Gun‘ einordnen könnte. Natürlich klingt der Sound um einiges zeitgemäßer, aber schließlich befinden wir uns am Ende der Neunziger und somit geht die Sache völlig in Ordnung.“[9]
- TV Today meinte im September 1998: „Ihre Arbeit erfüllt den Tatbestand der Selbstparodie, kracht aber immerhin ganz ordentlich. Nur: Wer hört das heute noch?“[10]
- Breakout meinte in Ausgabe 10/1998: „Sorry, aber Kiss in Original-Schminke waren immer geballtes Rock’n’Roll-Entertainment, das für zwei Stunden, in denen die vier auf der Bühne standen, in eine andere Welt entführte. Mehr als zwei Stücke von ‚Psycho Circus‘ werden sich auf der kommenden Tour wohl kaum in die altbekannte Setliste einschleichen. Zu wenig.“[11]
- Metal Hammer meinte in Ausgabe 10/1998: „Kiss sind bei diesem Album aber nicht wie befürchtet auf Nummer Sicher gegangen: Es gibt nicht nur Partykracher und Stadionhymnen – insofern lässt sich ‚Psycho Circus‘ mit ‚Destroyer‘ (1976) vergleichen.“[6]
- EMP Katalog meinte 1998: „Wie dem auch sei, an dem gelungenen Eindruck von ‚Psycho Circus‘ ändert dies nichts. Denn zur allgemeinen Zufriedenheit versuchen die Herren hier erst gar nicht, dem Zeitgeist der 90er hinterherzuhecheln, sondern bürsten ihre aktuellen Kompositionen streng gen 70er Jahre. Will sagen: Melodien regieren, dazu eine gesunde Mischung aus Hollywood-Theatralik, harten Gitarren und poppigen Attitüden.“[12]
- Rolling Stone meinte in Ausgabe 10/1998: „Das Siebziger-Jahre-Revival war der letzte Schritt: Endlich Schluss mit all der Weiterentwickelei und den ewigen ‚neuen Herausforderungen‘. […] Diese Platte wird nicht unbedingt gebraucht. Die Band hingegen sehr. Welche sonst hat für eine gute Show so viel Blut vergossen?“[13]
- Musik Express meinte in Ausgabe 10/1998: „Der große Rest darf sich allerdings über ein grundsolides, mainstreamiges Hardrock-Album freuen, auf dem die Band, entgegen den vielerorts geäußerten Befürchtungen, auf Reminiszenen an die Soundästhetik der 70er Jahre weitgehend verzichtet. […] (Kiss) konzentrieren sich auf ihre unzweifelhaften Stärken: krachige Gitarren-Riffs und hymnische Gesangsrefrains. […] Trotz der kleinen und großen Schwächen ist ‚Psycho Circus‘ keine Enttäuschung, nur eben auch kein bahnbrechendes Album.“[14]
- Orkus meinte in Ausgabe 10/1998: „Der Sound des Albums ist wieder etwas rauer ausgefallen als auf den Alben der letzten Jahre. Doch nicht nur deshalb ist ‚Psycho Circus‘ definitiv das beste Kiss-Album seit mindestens 16 Jahren.“[15]
- Visions meinte in Ausgabe 10/1998: „Und so gerät ihr neues Machwerk ‚Psycho Circus‘ denn auch zum Armutszeugnis. […] Kiss demontieren sich mit Platten wie ‚Psycho Circus‘ nur selbst.“[16]
- Sonic Seducer meinte in Ausgabe 10/1998: „Dabei ist ‚Psycho Circus‘ bei weitem kein schlechtes Album […] Rockig sind sie immer noch, auch sind die charismatischen Ohrwurmmelodien geblieben.“[17]
- Rock Box meinte in Ausgabe 10/1998: „Die teils klischeeüberladenen Songs klingen mit wenigen Ausnahmen wie aus dem Reservefundus der hintersten Ablage. […] ‚Psycho Circus‘ ist eine musikalische und visuelle Selbstkopie, die niemals an frühere Glanzzeiten heranreicht und die den Sinn dieser Reunion – abseits grandioser Liveshows – fraglich macht.“[18]
- X-Act meinte 1998/99: „Kiss strafen ihre Kritiker, indem sie ein ungeheuer straightes Album produzierten, welches bewährte Songstrickmuster und absolut zeitgemäße Elemente moderner Rockmusik verbinden und der Band somit den Anschluss an die neue Rock-Generation problemlos ermöglichte.“[19]

## Singleauskopplungen
Es gab drei Auskopplungen. Der Eröffnungssong ‚Psycho Circus‘ lag in Schweden auf Platz 4, in Norwegen auf Platz 8, in Kanada auf Platz 10. Platz 22 gab es in Australien und noch Platz 98 in den Niederlanden. Die weiteren Singles ‚We Are One‘ und ‚You Wanted the Best‘ kamen in keinem Land in die Top Ten.

## Kommerzieller Erfolg

### Chartplatzierungen
Das Album war insgesamt sehr erfolgreich und erreichte in mehreren Ländern die Top Ten. In Australien und Schweden erlangte die LP Platz 1, in Kanada Platz 2 und in den USA Platz 3. In Norwegen war das Album auf Platz 4 erfolgreich und in Deutschland auf Platz 5. In Japan gelangte das Werk immerhin noch auf Platz 20, in Österreich auf Platz 25 und in der Schweiz auf Platz 30. Vergleichsweise abgeschlagen war das Album mit Platz 47 in Großbritannien.

### Auszeichnungen für Musikverkäufe
Das Album erreichte in den USA den Gold-Status.
| Land/Region               | Auszeichnungen für Musikverkäufe (Land/Region, Auszeichnung, Verkäufe) | Verkäufe |
| ------------------------- | ---------------------------------------------------------------------- | -------- |
| Kanada (MC)               | Gold                                                                   | 40.000   |
| Schweden (IFPI)           | Gold                                                                   | 40.000   |
| Vereinigte Staaten (RIAA) | Gold                                                                   | 500.000  |
| Insgesamt                 | 3× Gold ·                                                              | 580.000  |